# Kirjatch
Pour les articles homonymes, voir Kirjatch (homonymie).
Kirjatch (en russe : Киржач) est une ville de l'oblast de Vladimir, en Russie, et le centre administratif du raïon de Kirjatch. Sa population s'élevait à 27 318 habitants en 2021.

## Géographie
Kirjatch est arrosée par la rivière Kirjatch et se trouve à 29 km au sud d'Aleksandrov, à 91 km au nord-est de Moscou et à 97 km à l'ouest de Vladimir.

## Histoire
La ville est née au XIVe siècle comme un sloboda affecté au monastère de l'Annonciation. Ce dernier fut créé par saint Serge de Radonège, qui vécut dans la région entre 1354 et 1358. Dans la plus grande partie de son histoire, l'abbaye resta fortement dépendante du monastère de la Trinité-Saint-Serge, qui se trouve à 48 km à l'ouest.

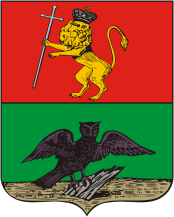
Armoiries de Kirjatch (1781).

La petite cathédrale du monastère, construite pendant le règne d'Ivan le Terrible, est conforme aux premières cathédrales de type moscovite. On le considère généralement comme l'un des derniers et plus beaux spécimens de ce courant. Une galerie ouverte relie la cathédrale à l'église voisine du Sauveur, construite en forme de tour carrée et surmontée d'un beffroi en forme de tente. Cette église, commandée par le boyard Miloslavski en 1656, contient leur tombeau de famille. Le réfectoire du XVIe siècle avec l’église Saint-Serge a été démolie au cours de l'époque soviétique. Après la dissolution du monastère, en 1764, le sloboda reçut les droits municipaux (1778). Par la suite, Kirjatch, à l'instar de nombreuses villes des environs, se développa comme un centre textile.
Youri Gagarine, le premier homme à voyager dans l'espace, est mort dans l'accident de son avion à 21 km de Kirjatch. Un obélisque signale le lieu de la catastrophe.

## Population
Recensements (*) ou estimations de la population
| 1856  | 1862  | 1897* | 1923* | 1926* |
| ----- | ----- | ----- | ----- | ----- |
| 2 100 | 2 737 | 4 851 | 4 600 | 5 028 |

| 1939*  | 1959*  | 1970*  | 1979*  | 1989*  |
| ------ | ------ | ------ | ------ | ------ |
| 11 596 | 18 137 | 21 561 | 24 122 | 25 431 |

| 2002*  | 2010*  | 2012   | 2013   | 2021*  |
| ------ | ------ | ------ | ------ | ------ |
| 22 704 | 29 965 | 29 192 | 28 699 | 27 318 |